# Walter R. Stahel
 (avril 2025).
La mise en forme du texte ne suit pas les recommandations de Wikipédia : il faut le « wikifier ».
Les points d'amélioration suivants sont les cas les plus fréquents. Le détail des points à revoir est peut-être précisé sur la page de discussion.
- Les titres sont pré-formatés par le logiciel. Ils ne sont ni en capitales, ni en gras.
- Le texte ne doit pas être écrit en capitales (les noms de famille non plus), ni en gras, ni en italique, ni en « petit »…
- Le gras n'est utilisé que pour surligner le titre de l'article dans l'introduction, une seule fois.
- L'italique est rarement utilisé : mots en langue étrangère, titres d'œuvres, noms de bateaux, etc.
- Les citations ne sont pas en italique mais en corps de texte normal. Elles sont entourées par des guillemets français : « et ».
- Les listes à puces sont à éviter, des paragraphes rédigés étant largement préférés. Les tableaux sont à réserver à la présentation de données structurées (résultats, etc.).
- Les appels de note de bas de page (petits chiffres en exposant, introduits par l'outil «  Source ») sont à placer entre la fin de phrase et le point final[comme ça].
- Les liens internes (vers d'autres articles de Wikipédia) sont à choisir avec parcimonie. Créez des liens vers des articles approfondissant le sujet. Les termes génériques sans rapport avec le sujet sont à éviter, ainsi que les répétitions de liens vers un même terme.
- Les liens externes sont à placer uniquement dans une section « Liens externes », à la fin de l'article. Ces liens sont à choisir avec parcimonie suivant les règles définies. Si un lien sert de source à l'article, son insertion dans le texte est à faire par les notes de bas de page.
- La présentation des références doit suivre les conventions bibliographiques. Il est recommandé d'utiliser les modèles {{Ouvrage}}, {{Chapitre}}, {{Article}}, {{Lien web}} et/ou {{Bibliographie}}. Le mode d'édition visuel peut mettre en forme automatiquement les références.
- Insérer une infobox (cadre d'informations à droite) n'est pas obligatoire pour parachever la mise en page.

Pour une aide détaillée, merci de consulter Aide:Wikification.
Si vous pensez que ces points ont été résolus, vous pouvez retirer ce bandeau et améliorer la mise en forme d'un autre article.
 (avril 2025).
Si vous disposez d'ouvrages ou d'articles de référence ou si vous connaissez des sites web de qualité traitant du thème abordé ici, merci de compléter l'article en donnant les références utiles à sa vérifiabilité et en les liant à la section « Notes et références ».
Pour les articles homonymes, voir Stahel.
Walter R. Stahel (né le 5 juin 1946) est un architecte suisse, diplômé de l'École polytechnique fédérale de Zurich en 1971. Il a joué un rôle important dans le développement du domaine de la durabilité, en prônant les philosophies de « prolongation de la durée de vie des biens - réutilisation, recharge, reprogrammation, réparation, reconditionnement, mise à niveau technologique » telles qu'elles s'appliquent aux économies industrialisées. Il a cofondé l'Institut de la Durée (Product-Life Institue, à Genève, en Suisse, est un cabinet de conseil consacré au développement de stratégies et de politiques durables, après avoir été reconnu pour son article primé « The Product Life Factor » en 1982. 
Ses idées et celles de théoriciens similaires ont conduit à ce que l’on appelle aujourd’hui l’économie circulaire, dont il est l'un des pères fondateurs, dans laquelle l’industrie adopte la réutilisation et la prolongation de la durée de vie des biens comme stratégie de prévention des déchets, de création d’emplois régionaux et d’efficacité des ressources afin de découpler la richesse de la consommation de ressources, c’est-à-dire de dématérialiser l’économie industrielle. L’économie circulaire a été adoptée par l’industrie charbonnière chinoise, détenue et gérée par l’État, comme philosophie directrice. Dans les années 1990, Stahel a étendu cette vision à la vente de biens sous forme de services, considérée comme la stratégie la plus efficace de l’économie circulaire. Il a décrit cette approche dans son livre de 2006, « The Performance Economy » (Économie de Performance), avec une deuxième édition augmentée en 2010 qui contient 300 exemples et études de cas. Il travaille actuellement en étroite collaboration avec la Fondation Ellen MacArthur pour promouvoir davantage ses idées auprès des acteurs économiques, il publiera aussi des livres en français co-écrits par François-Michel Lambert, le co-fondateur de l'Institut National de l'Économie Circulaire (INEC), et de l'Association Interdisciplinaire Française pour la Recherche en Économie Circulaire (AIFREC), qui s'inspirent largement des travaux et de la philosophie de Walter R. Stahel.
En 2005, Stahel a été nommé membre de la « Commission des consommateurs » du ministre-président (PM) Oettinger, chef du gouvernement du Bade-Wurtemberg,  en Allemagne, et dirige sa section sur le développement durable. En 2007, il a ensuite été nommé au comité de rédaction du Chinese Journal of Population, Resources and Environment. Stahel a occupé plusieurs fonctions au sein de la Commission Européenne. De 1988 à 2014, il a été responsable de la recherche en gestion des risques de l'Association de Genève, un groupe de réflexion de l'industrie mondiale de l'assurance.
En 2005, Stahel a été nommé professeur invité à la Faculté d'ingénierie et de sciences physiques de l'Université de Surrey à Guildford. Le premier novembre 2012, il a reçu le titre honorifique de Docteur de l'Université (DUniv) de la même université. Plus tard en novembre 2012, Stahel a été nommé membre à part entière du Club de Rome, basé à Winterthur. En 2016, il a été nommé premier professeur invité de l'Institut EDDEC (Environnement, Développement Durable et Economie Circulaire), une institution académique conjointe de l'Université, HEC et Polytechnique de Montréal. Le 3 mai 2016, il a reçu un doctorat honoris causa de l'Université de Montréal.
Depuis 2015, Stahel est actif en tant que conférencier principal, auteur et mentor. En 2020, Stahel a été nommé chercheur principal au Centre de recherche en économie circulaire de l'École des Ponts et Chaussées à Paris.

## Substitution de la main-d'œuvre à l'énergie, 1976
Tout en employant un langage économique quelque peu chargé de jargon et difficile, le rapport de Stahel et Geneviève Reday de 1976 intitulé « Potentiel de substitution de la main-d'œuvre pour l'énergie » pour la Commission des Communautés européennes (aujourd'hui la Commission européenne ) a essentiellement avancé l'argument de la prolongation de la durée de vie des bâtiments et des biens tels que les voitures et a souligné le gaspillage inhérent à l'élimination des vieux produits au lieu de les réparer. Le rapport a été publié en 1982 sous la forme d'un livre intitulé « Emplois pour demain, le potentiel de substitution de la main-d'œuvre à l'énergie ». 

## Le facteur durée de vie du produit, 1982
En 1982, Stahel a remporté le prix Mitchell pour son article « The Product-Life Factor » décrivant l’économie en boucle fermée, désormais appelée économie circulaire. L’article de Stahel suggère que l’extension de la durée de vie des biens est un point judicieux pour commencer une transition progressive vers une société durable. Il a soutenu que l’allongement de la durée de vie des produits optimise la durée de vie totale des biens et réduit l’épuisement des ressources naturelles et, par conséquent, les déchets.

## L'Institut de la Durée, 1982
En 1982, Stahel et Giarini fondent également l'Institut de la Durée (Product-Life Institue) pour développer des stratégies pratiques de croissance économique avec une consommation de ressources plus faible. L'Institut de la Durée est une organisation à but non lucratif située à Genève, en Suisse. L'Institut promeut  l'économie circulaire, dont les principaux attributs sont l'allongement de la durée de vie des produits, les biens à longue durée de vie, les activités de reconditionnement et donc la minimisation des déchets, idées qui ont évoluées depuis 1982 et ne représentent plus qu'une infime partie de l'économie circulaire. L’Institut soutient qu’une économie et une société durables reconnaissent la primauté des services écosystémiques fournis par l’environnement naturel. Cette position s’oppose intrinsèquement à toute forme de pollution.

## Les Limites de la Certitude, 1989
Les limites de la certitude d'Orio Giarini et Walter R. Stahel  est une suite de 1989 d'un rapport publié par le Club de Rome en 1980, Dialogue sur la richesse et le bien-être, dans lequel il était proposé que les limites généralement reconnues à la croissance, telles que les matières premières finies, étaient les limites d'un type spécifique de croissance économique, une économie industrielle linéaire plutôt que circulaire. Stahel prône une meilleure utilisation des ressources lors de l’utilisation des biens et propose un nouveau type de croissance économique prenant en compte les facteurs écologiques. Les mises à jour de l'édition de 1993 découlent principalement des travaux effectués au Product Life Institute fondé par Orio Giarini et Walter R. Stahel à Genève en 1982.

## L'Association de Genève, 1986 à 2014
Depuis 1986, Stahel est responsable du programme de recherche sur la gestion des risques de l'Association de Genève et responsable de la série de séminaires M.O.R.E. (Managing Risk in the Economy). En 2012, il a été vice-secrétaire général et directeur de la recherche sur la gestion des risques, professeur invité à la Faculté d'ingénierie et des sciences physiques de l'Université de Surrey et conférencier invité à l'Université de Tohoku, au Japon, sur les modèles commerciaux pour le développement durable. En juin 2008, Stahel a pris en charge le projet Changement climatique et assurances de l'Association de Genève . Fin décembre 2014, Stahel a pris sa retraite de l'Association genevoise pour se concentrer sur ses activités de promotion de l'économie circulaire et de l'économie de la performance, à travers des conférences et des publications, en tant que directeur du Product-Life Institute, Genève.

## Publications
Les publications comprennent The Performance Economy, 2006, publié par Palgrave Macmillan, Londres (une deuxième édition révisée et augmentée a été publiée en mars 2010), The Limits to Certainty, Facing Risk in the New Service Economy, 1989/92, Kluwer Academic Publishers, Dordrecht (co-auteur Orio Giarini) ; un certain nombre de chapitres de livres dans des volumes édités et plusieurs rapports de recherche disponibles sur les sites Web de l'Association de Genève et du Product Life Institute.
En 2019, il a publié The circular Economy: A user's guide par Routledge  (ISBN 978-0-367-20017-6), traduit en italien, espagnol, norvégien, roumain. .